# Lexington (Mississippi)
Lexington è una città (city) degli Stati Uniti d'America, capoluogo della contea di Holmes, nello Stato del Mississippi.